# Чемпионат СССР по хоккею с шайбой 1956/1957 (составы)
Составы команд, участвовавших в чемпионате СССР по хоккею с шайбой 1956/57.

## 1. «Крылья Советов»
Вратари: Борис Запрягаев, Юрий Овчуков.

Защитники: Анатолий Кострюков, Альфред Кучевский (3 гола), Александр Прилепский (11), Борис Седов, Анатолий Сорокин.

Нападающие: Михаил Бычков (31), Владимир Гребенников (21), Евгений Грошев (9), Алексей Гурышев (32), Анатолий Киселёв (11), Петр Котов, Сергей Митин (7), Виктор Пряжников (17), Николай Хлыстов (15), Юрий Цицинов (5).

Старший тренер Владимир Егоров.

## 2. ЦСК МО
Вратари: Григорий Мкртычан, Николай Пучков.

Защитники: Михаил Рыжов, Генрих Сидоренков (1), Николай Сологубов (6), Иван Трегубов (4), Дмитрий Уколов (1).

Нападающие: Вениамин Александров (18), Евгений Бабич (11), Юрий Баулин (1), Всеволод Бобров (17), Владимир Брунов (6), Игорь Деконский (2), Александр Комаров (4), Юрий Копылов (24), Константин Локтев (5), Юрий Пантюхов (6), Валентин Сенюшкин (3), Александр Черепанов (23), Виктор Шувалов (7).

Старший тренер Анатолий Тарасов.

## 3. «Динамо»
Вратари: Александр Осмоловский, Николай Уланов.

Защитники: Николай Алексушин (3), Павел Жибуртович (7), Николай Карпов (6), Виталий Костарев (4), Виктор Тихонов (5).

Нападающие: Василий Аксенов (8), Юрий Крылов (10), Валентин Кузин (12), Владимир Новожилов (11), Вячеслав Орчаков (4), Борис Петелин (21), Станислав Петухов (13), Александр Солдатенков (12), Александр Уваров (17), Валентин Чистов (12).

Старший тренер Аркадий Чернышёв.

## 4. «Авангард» Челябинск
- вр Кокшаров, Николай Павлович
- вр Сумин, Геннадий Михайлович
- защ Захаров, Николай Иванович
- защ Колкотин, Виктор Яковлевич
- защ Мурашов, Владимир Гаврилович
- защ Поляков, Эдуард Николаевич
- защ Соколов, Борис Николаевич
- защ Столяров, Виктор Иванович
- нап Бурачков, Герман Иванович
- нап Данилов, Альберт Петрович
- нап Документов, Рудольф Николаевич
- нап Долженков, Владимир Степанович
- нап Загородных, Владимир Петрович
- нап Каравдин, Владимир Петрович
- нап Курбатов, Владимир Васильевич
- нап Ольков, Анатолий Иванович
- нап Соколов, Виктор Евгеньевич
- Старший тренер: Сергей Захватов

## 5. ДО Ленинград
- вр Литовко, Станислав Яковлевич
- вр Пецюкевич, Валериан Устинович
- защ Баев, Пётр Семёнович
- защ Волков, Евгений Александрович
- защ Жоголь, Анатолий Иосифович
- защ Манеев, Николай Михайлович
- нап Антонов, Алексей
- нап Барышев, Виктор
- нап Бекяшев, Беляй Абдуллович
- нап Викторов, Анатолий Семёнович
- нап Елесин, Виктор Иванович
- нап Иванов, Иван Михайлович
- нап Масленников, Юрий Владимирович
- нап Погребняк, Владимир Владимирович
- нап Сальников, Сергей Иванович
- нап Сивков, Олег Константинович
- нап Фёдоров, Константин Егорович
- Старший тренер: Анатолий Викторов

## 6. «Спартак» Москва
- вр Кучеренков, Валентин Викторович
- вр Чепыжев, Василий Ермилович
- защ Зотов, Николай Фёдорович
- защ Китаев, Дмитрий Васильевич
- защ Леонов, Револьд Александрович
- защ Нилов, Николай Владимирович
- защ Синицын, Евгений Николаевич
- нап Егоров, Анатолий Александрович
- нап Захаров, Валентин Алексеевич
- нап Корнеев, Александр Александрович
- нап Кравченко, Юрий Борисович
- нап Майоров, Борис Александрович
- нап Майоров, Евгений Александрович
- нап Мальцев, Владимир Михайлович
- нап Сергеев, Владимир Михайлович
- нап Скибинский, Валентин Афанасьевич
- нап Степанов, Леонид Николаевич
- нап Шуленин, Владимир Васильевич
- Старший тренер: Анатолий Сеглин

## 7. «Локомотив»
- вр Брыков, Виктор Николаевич
- вр Николаев, Иван Алексеевич
- защ Богородицкий, Виталий Николаевич
- защ Окунев, Владимир Фёдорович
- защ Орехов, Михаил Михайлович
- защ Спиркин, Борис Николаевич
- защ Фадин, Анатолий Александрович
- нап Андрианов, Геннадий Иванович
- нап Арсёнов, Герман Павлович
- нап Артемьев, Виталий Сергеевич
- нап Величкин, Виктор Анатольевич
- нап Волков, Юрий Александрович
- нап Лебедев, Юрий Николаевич
- нап Михеев, Анатолий Александрович
- нап Ржевцев, Михаил Михайлович
- нап Снетков, Николай Афанасьевич
- нап Хрусталёв, А.
- нап Цыплаков, Виктор Васильевич
- нап Чумичкин, Юрий Николаевич
- нап Якушев, Виктор Прохорович
- Старший тренер: Борис Соколов

## 8. ДК имени К. Маркса
- вр Ёркин, Евгений Михайлович
- вр Королёв, Александр Лаврентьевич
- защ Ильин, Станислав Алексеевич
- защ Машков, Виктор Иванович
- защ Мжачих, Алексей Васильевич
- защ Писаревский, Владимир Львович
- защ Сафронов, Алексей Степанович
- защ Сысоев, Борис Иванович
- защ Хороводников, Евгений Борисович
- нап Андрияхин, Владимир Дмитриевич
- нап Грачёв, Виктор Иванович
- нап Ефремов, Владимир
- нап Ионов, Анатолий Семёнович
- нап Коровкин, Владимир Данилович
- нап Курицын, Владимир Иванович
- нап Лядухин, Валентин Георгиевич
- нап Матвеев, Николай Васильевич
- нап Мискин, Владимир Иванович
- нап Мурашкин, Юрий Павлович
- нап Орлов, Владимир Алексеевич
- нап Пронкин, Анатолий Фёдорович
- нап Сайфетдинов, Рашид Абдулхакович
- Старший тренер: Дмитрий Рыжков

## 9. «Динамо» Новосибирск
- вр Бубенец, Вячеслав Васильевич
- вр Терликов, Борис Михайлович
- защ Алешкович, Адий Борисович
- защ Бирюлинцев, Анатолий Павлович
- защ Гаращенко, Алексей Кириллович
- защ Нагих, Владимир Тимофеевич
- защ Паньков, Юрий Николаевич
- защ Радаев, Геннадий Николаевич
- защ Чернявский, Юрий Леонидович
- нап Вяткин, Сергей
- нап Золотухин, Владимир Иванович
- нап Ивлев, Владимир
- нап Картавых, Виктор Макарович
- нап Кузьмин, Владимир Васильевич
- нап Овчинников, Георгий Петрович
- нап Поляшов, Анатолий
- нап Стаин, Виталий Иванович
- нап Тархов, Юрий Павлович
- нап Швецов, Александр Яковлевич
- нап Щемелинский, Владимир Тимофеевич
- Старший тренер: Виктор Звонарёв

## 10. «Химик»
- вр Лиив, Карл Карлович
- вр Полеев, Евгений Сергеевич
- вр Ухмылов, Юрий Михайлович
- защ Афанасьев, Александр Гаврилович
- защ Иванов, Эдуард Георгиевич
- защ Кашаев, Александр Иванович
- защ Квасников, Станислав Александрович
- защ Наумов, Анатолий Николаевич
- защ Тазов, Вячеслав Леонидович
- нап Громов, Юрий Фёдорович
- нап Егоров, Евгений Дмитриевич
- нап Ефимов, Владимир Иванович
- нап Иванов, Анатолий Васильевич
- нап Климович, Виктор Порфирьевич
- нап Кутаков, Игорь Владимирович
- нап Кутелев, Александр Иванович
- нап Морозов, Юрий Иванович
- нап Николаев, Юрий Никанорович
- нап Трякин, Алексей Алексеевич
- нап Чуриков, Борис Иванович
- нап Юрзинов, Вячеслав Валентинович
- Старший тренер: Николай Эпштейн

## 11. «Авангард» Ленинград
- вр Казаков, Виктор Иванович
- вр Цветков, Борис Иванович
- защ Антонов, Юрий Евгеньевич
- защ Басюра, Леонид Петрович
- защ Морозов, Виктор Алексеевич
- защ Никифоров, Лев Александрович
- защ Татьков, Евгений Иванович
- защ Чуркин, Виктор Васильевич
- нап Булатов, Станислав Вячеславович
- нап Бунин, Анатолий Степанович
- нап Быстров, Валентин Александрович
- нап Горевалов, Анатолий Александрович
- нап Лапин, Франц Иванович
- нап Мартынов, Валентин Петрович
- нап Обрезков, Валентин Дмитриевич
- нап Субботин, Евгений Владимирович
- нап Тараканов, Александр Иванович
- нап Юдин, Георгий Григорьевич
- Старший тренер: Владимир Лапин

## 12. «Даугава»
- вр Опитс, Улдис Карлович
- вр Спундиньш, Имант
- защ Богданов, Сергей Яковлевич
- защ Браунс, Арнольд Индрихович
- защ Егерс, Альфонс Фрицевич
- защ Крастыньш, Гунарс Арнольдович
- защ Шульберг, Янис
- нап Буртниекс, Вилнис Артурович
- нап Круминьш, Г.
- нап Курмелис, Херманис
- нап Лея, Арно
- нап Огерчук, Лев Андреевич
- нап Пельше, Янис
- нап Ронис, Карлис
- нап Салцевич, Зигвард
- нап Фирсов, Михаил Яковлевич
- нап Шульманис, Вальдемар Вилисович
- Старший тренер: Эдгарс Клавс

## 13. «Торпедо»
- вр Коноваленко, Виктор Сергеевич
- вр Курицын, Сергей Иванович
- защ Балашов, Игорь
- защ Гонзов, Юрий Николаевич
- защ Ермольев, Александр Михайлович
- защ Кудряшов, Владимир Данилович
- защ Солодов, Владимир Сергеевич
- защ Цедилин, Михаил Сёменович
- защ Шиленков, Леонид Николаевич
- нап Волков, Леонид Иванович
- нап Колокольников, Олег Николаевич
- нап Крутов, Геннадий Георгиевич
- нап Крыгин, Геннадий Петрович
- нап Марычев, Юрий Павлович
- нап Орлов, Анатолий Николаевич
- нап Потехов, Юрий Александрович
- нап Сахаровский, Роберт Серафимович
- нап Халаичев, Лев Феоктистович
- нап Шичков, Игорь Алексеевич
- Старший тренер: Дмитрий Богинов

## 14. «Буревестник» Челябинск
- вр Никонов, Юрий Владимирович
- защ Кантор, Михаил Иосифович
- защ Осипенко, Анатолий Митрофанович
- защ Поляков, Владимир
- защ Ржанников, Борис Иванович
- защ Романенко, Юрий Фёдорович
- защ Семёнов, Борис Иванович
- защ Сорокин, Олег Михайлович
- нап Баранов, Виктор
- нап Данилов, Владимир Петрович
- нап Данилов, Вячеслав Александрович
- нап Киселёв, Владимир Борисович
- нап Малков, Вячеслав
- нап Сидоренко, Николай Сёменович
- нап Смирнов, Владислав Леонидович
- нап Шаболдин, Юрий Константинович
- Старший тренер: Николай Сидоренко

## 15. «Спартак» Свердловск
- вр Пинягин, Эдуард
- вр Шумков, Владимир Георгиевич
- защ Баев, Александр Вениаминович
- защ Козлов, Павел Николаевич
- защ Нужин, Борис Александрович
- защ Созинов, Валерий Викторович
- защ Тюрин, Владимир
- защ Чистяков, Геннадий Григорьевич
- нап Горбунов, Юрий Аркадьевич
- нап Григорьев, Герман Германович
- нап Мишин, Лев Павлович
- нап Ноговицын, Евгений Лазаревич
- нап Плотников, Алексей Ильич
- нап Поспелов, Борис Викторович
- нап Сааль, Юрий Александрович
- нап Уфимцев, Сергей Васильевич
- нап Фирсов, Юрий Георгиевич
- нап Цвиклич, Валерий Томасович
- нап Шкляев, Владимир Авенирович
- Старший тренер: Иван Крачевский

## 16. «Буревестник» Москва
- вр Богачёв, Станислав Михайлович
- вр Ханбекян, Анатолий Джекович
- защ Ватутин, Анатолий Николаевич
- защ Зензевеев, Николай Николаевич
- защ Козлов, Геннадий
- защ Черенков, Роберт Дмитриевич
- защ Шмелёв, Владимир
- нап Быстров, Юрий Васильевич
- нап Королёв, Юрий Васильевич
- нап Никитин, Валерий Александрович
- нап Николаев, Лев Фёдорович
- нап Погорелов, Николай
- нап Разин, А.
- нап Римский, Игорь
- нап Савин, Валентин Павлович
- нап Самохин, Александр
- нап Фридман, Илья Львович
- нап Целищев, Владимир Аркадьевич
- нап Черноморский, Вадим Семёнович

- Старший тренер: Владимир Гринин